# Sonate K. 416
La sonate K. 416 (F.362/L.149) en ré majeur est une œuvre pour clavier du compositeur italien Domenico Scarlatti.

## Présentation
La sonate K. 416, en ré majeur, notée Presto, peut former un couple avec la fugue en mineur qui suit, la dernière du corpus, et achève la série d'œuvres du volume IX des manuscrits de Venise. Elle suggère une sorte de toccata, développée et brillante.

## Manuscrits
Le manuscrit principal est le numéro 29 du volume IX (Ms. 9780) de Venise (1754), copié pour Maria Barbara ; l'autre est Parme X 5 (Ms. A. G. 31415).

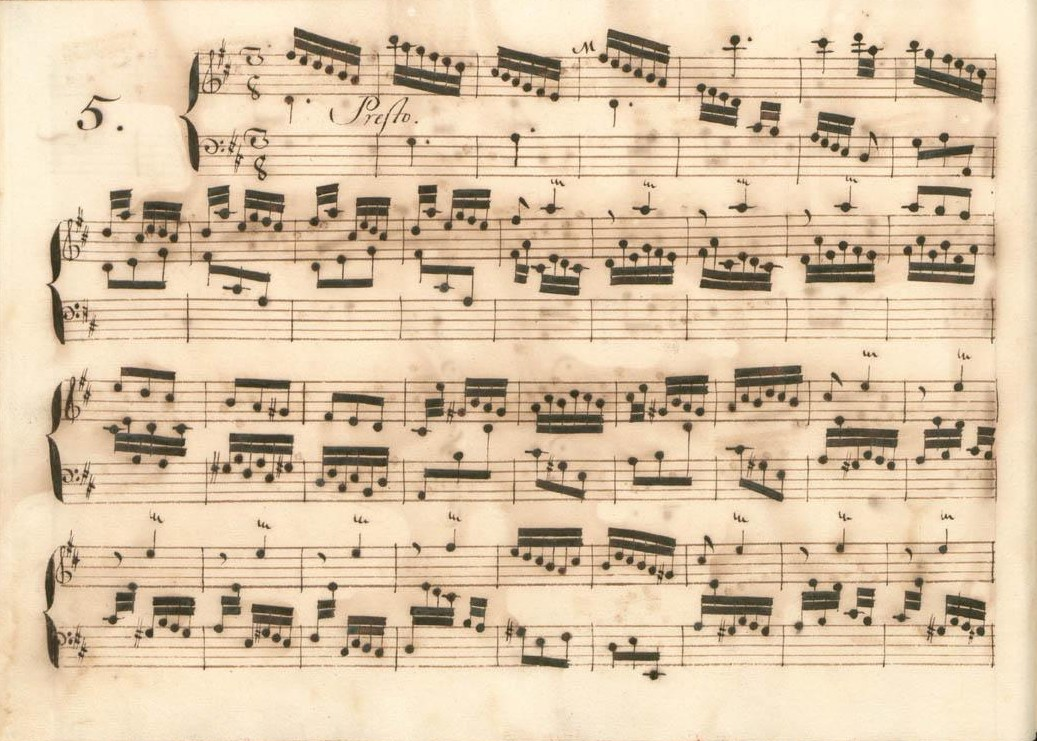
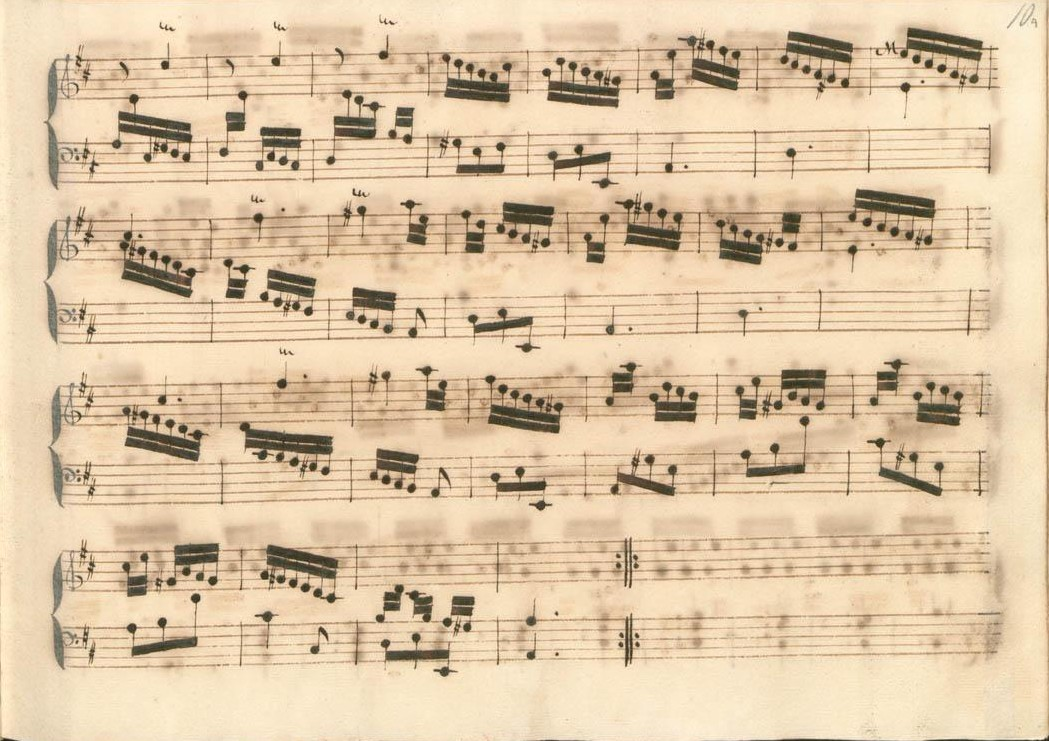
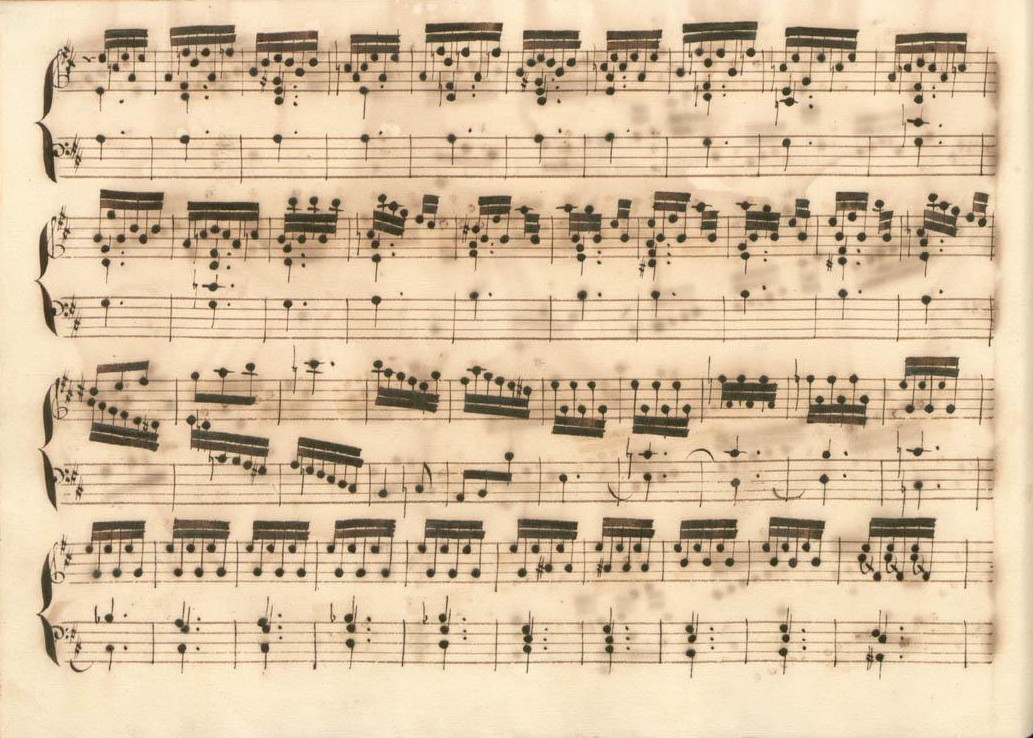
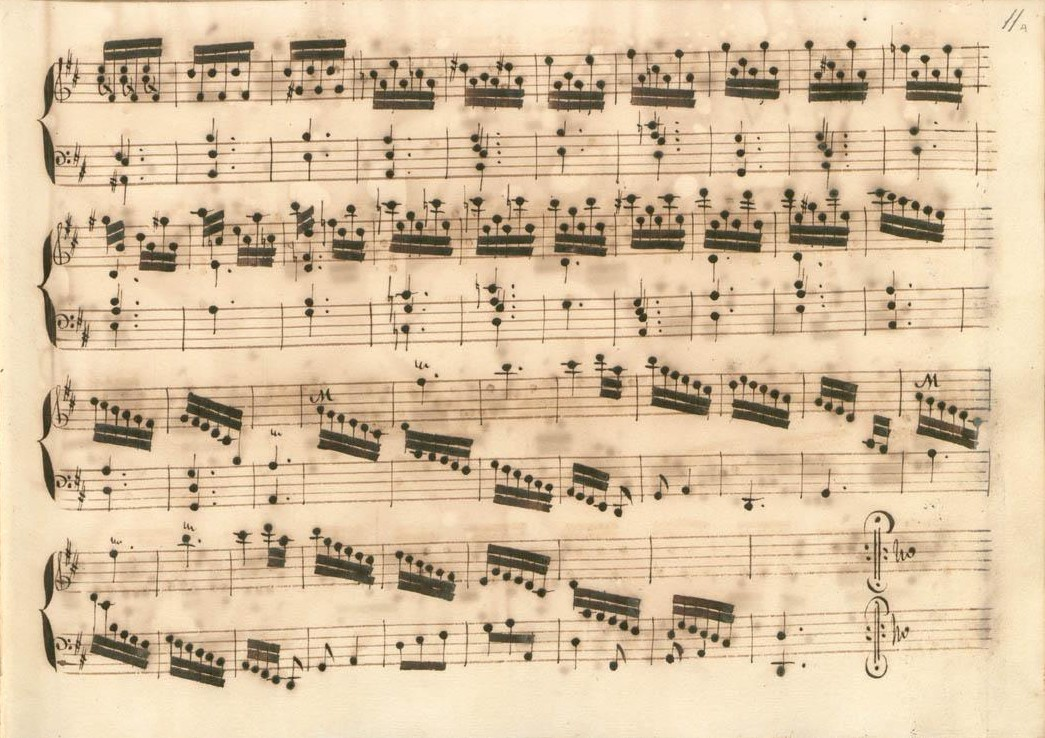

## Interprètes
La sonate K. 416 est défendue au piano, notamment par Chu-Fang Huang (2008, Naxos, vol. 13), Carlo Grante (2013, Music & Arts, vol. 4) ; au clavecin, elle est jouée par Scott Ross (1985, Erato), Richard Lester (2003, Nimbus, vol. 4) et Pieter-Jan Belder (Brilliant Classics).
Marco Farolfi la joue au piano-forte (Stradivarius).

## Sources
: document utilisé comme source pour la rédaction de cet article.
- Ralph Kirkpatrick (trad. de l'anglais par Dennis Collins), Domenico Scarlatti, Paris, Lattès, coll. « Musique et Musiciens », 1982 (1re éd. 1953 (en)), 493 p. (ISBN 978-2-7096-0118-4, OCLC 954954205, BNF 34689181).
- Alain de Chambure, « Domenico Scarlatti, Intégrale des sonates — Scott Ross », Erato/Éditions Costallat (2564-62092-2 (livret : 2292-45309-2)), 1985 (OCLC 891183737) .